# Open space technology

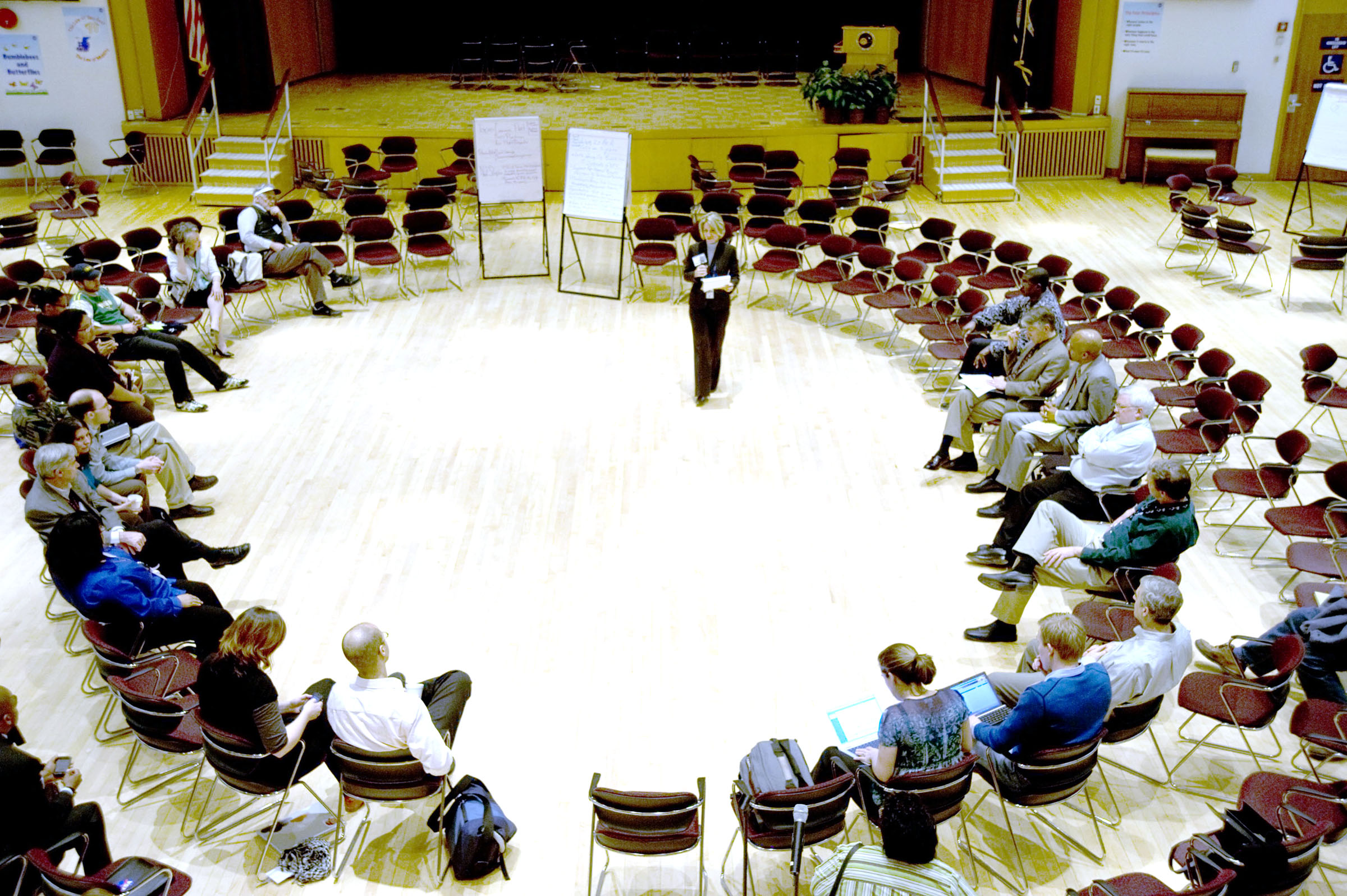
Przykład konferencji open space

Open space technology (pol. metoda otwartej przestrzeni), zwana też open space (pol. otwarta przestrzeń) lub OST) – metoda organizacji spotkań i konferencji dla grup od 12 do 2000 uczestników.
OST jest procesem samoorganizacji grupy – sami uczestnicy tworzą program i jego zawartość dopiero w trakcie trwania konferencji. Dzięki temu oraz określonym zasadom OST umożliwia maksymalne zaangażowanie wszystkich zainteresowanych tematem uczestników. Konferencje te trwają zwykle od 6 godzin do dwóch lub trzech dni. 

## Historia
W 1983 roku Amerykanin Harrison Owen organizował międzynarodową konferencję, na którą miało przybyć 250 uczestników.
Cały rok ciężko pracował, aby jak najlepiej tę konferencję przygotować. Po zakończeniu postanowił, że już nigdy więcej nie będzie robił czegoś podobnego. Wszyscy uczestnicy konferencji mówili na zakończenie, że najlepszą i najbardziej przydatną częścią spotkania były przerwy na kawę. Postawił sobie pytania: Jak można wykorzystać energię i zachwyt, panujący podczas dobrych przerw na kawę, aby w czasie spotkania uczestnicy aktywnie angażowali się w pracę i osiągali wyniki? Jak można coś takiego zorganizować w czasie krótszym niż 1 rok? 
Z tych poszukiwań zrodziła się metoda Open Space. Harrison Owen napisał:

Dla mnie Open Space jest naturalnym laboratorium, w którym można przeżyć i obserwować, jak ludzie przerastają samych siebie i jak są zdolni do osiągania zupełnie nieoczekiwanych wyników.

## Zastosowanie
OST stosuje się w sytuacji, kiedy grupa osób w krótkim czasie wymienić musi się swoją wiedzą, przedyskutować ważne dla nich zagadnienia i znaleźć rozwiązania. Konferencja kończy się planowaniem działań na przyszłość, za które uczestnicy biorą odpowiedzialność. Metoda nie sprawdzi się jednak w sytuacji, kiedy uczestnicy mają obojętny stosunek do tematu lub organizator z góry narzuca pożądane przez siebie rezultaty. 

## Tematyka
Wszelka tematyka jest możliwa, jeśli tylko jest ważna dla uczestników, złożona, zawiera problem a nawet konflikt a rezultaty nie są z góry zaplanowane. Możliwe tematy to np. rozwój dzielnicy miasta czy gminy, problem z produktywnością w firmie czy komunikacją w organizacji, potrzeba innowacji, fuzja dwóch firm, planowanie projektu społecznego, integracja społeczna danej grupy, nowe drzwi do produkowanego samolotu itp.  

## Przebieg

### Przed konferencją
Specjalista OST pomaga organizatorom w sformułowaniu głównego temat konferencji oraz w kwestiach organizacyjnych takich jak: dobór przestrzeni (optymalnie jest to sala, gdzie uczestnicy mogą usiąść w okręgu lub kilku okręgach koncentrycznych), konsultacja profilu uczestników, ramowy program spotkania itp. 

### Konferencja OST
Organizator krótko wita uczestników i przedstawia główny powód spotkania. Następnie prowadzący OST przedstawia metodę i zaprasza uczestników by zgłaszali te kwestie do dyskusji, które są dla nich ważne i mogą przybliżyć grupę do osiągnięcia celu. 
Inicjatorzy poszczególnych dyskusji wybierają miejsce i czas spotkania. Dyskusje trwają zwykle od 50 min. do 1,5 godz. Ilość równocześnie toczących się dyskusji oraz rund zależna jest od wielkości grupy, warunków przestrzennych i organizacyjnych oraz od złożoności problemu i zaangażowania uczestników. Zadaniem organizatorów i zespołu asystentów OST jest takie zabezpieczenie konferencji, aby uczestnicy mogli skupić się tylko na temacie i problemach merytorycznych (zapewnione są  napoje, posiłki, materiały, czytelna informacja, sprawna organizacja). 
Udział w dyskusjach jest dobrowolny do tego stopnia, iż można dyskusje w każdej chwili opuścić i dołączyć do innych. Można też nie uczestniczyć w żadnej i prowadzić mniej formalne rozmowy z przygodnie napotkanymi uczestnikami. Dzięki temu rezultaty konferencji są autentyczne, a uczestnicy sami biorą odpowiedzialność za swój czas i za interesujący ich problem. 
Z każdej dyskusji sporządzany jest raport, który następnie udostępniany jest wszystkim uczestnikom. Po chwili indywidualnej refleksji następuje planowanie postanowień i działań po konferencji. Są one również notowane i kopiowane dla wszystkich, razem z listą kontaktów. 

### Po konferencji
Po konferencji OST uczestnicy są bardzo zaangażowani w realizację podjętych zamierzeń, gdyż sami je wypracowali i zaplanowali. Jednakże monitoring i wsparcie ze strony organizatorów, a nawet jeszcze jedno spotkanie najbardziej zaangażowanych osób, wzmacniają te rezultaty. 

## Open Space na świecie
Konferencje metodą Open Space realizowane są w ponad 130 krajach na całym świecie. Najbardziej popularne są w Stanach Zjednoczonych oraz w Niemczech.